# Eburia quadrimaculata
Eburia quadrimaculata là một loài bọ cánh cứng trong họ Cerambycidae.